# Давинополис (Мараньян)

Давинополис на карте штата.

Давинополис (порт. Davinópolis) — муниципалитет в Бразилии, входит в штат Мараньян. Составная часть мезорегиона Запад штата Мараньян. Входит в экономико-статистический микрорегион Императрис. Население составляет 12 579 человек на 2010 год. Занимает площадь 335,770 км². Плотность населения — 37,46 чел./км².

## Демография
Согласно сведениям, собранным в ходе переписи 2010 г. Национальным институтом географии и статистики (IBGE), население муниципалитета составляет:
| Полное население                               | Полное население                               | Полное население                               | Полное население                               | 12 579 |
| ---------------------------------------------- | ---------------------------------------------- | ---------------------------------------------- | ---------------------------------------------- | ------ |
| в том числе:                                   | Городское население                            | 10 487                                         | Процент городского населения, %                | 83,37  |
|                                                | Сельское население                             | 2092                                           | Процент сельского населения, %                 | 16,63  |
|                                                | Мужское население                              | 6271                                           | Процент мужского населения, %                  | 49,85  |
|                                                | Женское население                              | 6308                                           | Процент женского населения, %                  | 50,15  |
| Плотность населения, чел/км²                   | Плотность населения, чел/км²                   | Плотность населения, чел/км²                   | Плотность населения, чел/км²                   | 37,46  |
| Население муниципалитета в % к населению штата | Население муниципалитета в % к населению штата | Население муниципалитета в % к населению штата | Население муниципалитета в % к населению штата | 0,19   |

По данным оценки 2016 года, население муниципалитета составляет 12 653 жителя.

## Статистика
- Валовой внутренний продукт на 2003 год составляет 16 815 660,00 реалов (данные: Бразильский институт географии и статистики).
- Валовой внутренний продукт на душу населения на 2003 год составляет 1404,23 реала (данные: Бразильский институт географии и статистики).
- Индекс развития человеческого потенциала на 2000 год составляет 0,593 (данные: Программа развития ООН).